# Freycinetia linearifolia
Freycinetia linearifolia är en enhjärtbladig växtart som beskrevs av Elmer Drew Merrill och Lily May Perry. Freycinetia linearifolia ingår i släktet Freycinetia och familjen Pandanaceae. Inga underarter finns listade.